# إدوارد ترويانوفسكي
إدوارد ترويانوفسكي (بالروسية: Трояновский, Эдуард Валентинович) مواليد 30 مايو 1980 في أومسك، هو ملاكم محترف روسي يصنف ضمن فئة الوزن الخفيف. حقق بطولة الاتحاد الدولي للملاكمة.

## إحصائيات
خاض خلال مسيرته 25 نزالا، فاز في 25 ولم يخسر. فاز بالضربة القاضية في 22 نزالا.

## روابط خارجية
- إدوارد ترويانوفسكي على موقع بوكس ريك (الإنجليزية) (registration required)